# Terremoto de Damasco de 847
El terremoto de 847 en Damasco ocurrió probablemente el 24 de noviembre. Estudios recientes sugieren que fue parte de un terremoto múltiple que se extendió desde Damasco hacia el sur, hasta Antioquía en el norte y hasta Mosul en el este. Se estima que hubo 20.000 bajas en Antioquía según el historiador y escritor del siglo XIII Al-Dhahabi, y 50.000 en Mosul. Se cree que es uno de los terremotos más poderosos a lo largo de la falla transformante del Mar Muerto.

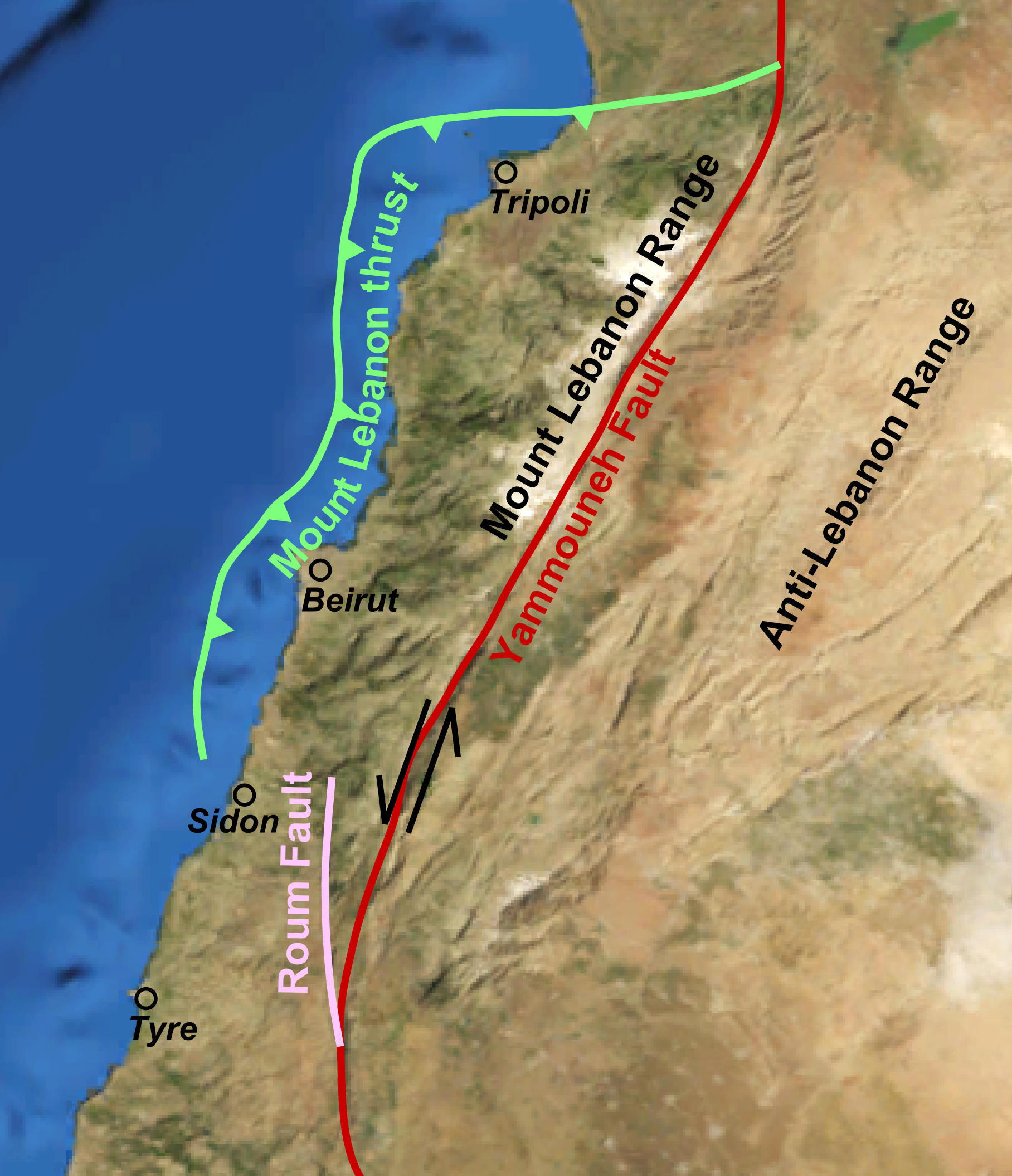
Falla transformante del Mar Muerto y estructuras asociadas en el Líbano y sur de Siria

## Marco tectónico
El Levante septentrional se encuentra al otro lado de la falla transformante del Mar Muerto (DST), el límite principal entre la Placa arábiga y la africana. En Líbano, el DST tiene una tendencia SW-NE que ha causado la transpresión y formación de las cordilleras del Monte Líbano y Anti-Líbano. La línea de falla principal es la de Yammouneh, que ha sido la ubicación de varios terremotos importantes, como el terremoto de 1202 en Siria y los terremotos del Cercano Oriente de 1759. El terremoto de 847 también se ha relacionado con el movimiento en esta falla.

## Otros terremotos
Distintos pueblos y ciudades del Medio Oriente también sufrieron una gran destrucción en el 847 d. C., probablemente el mismo día. El terremoto de Antioquía puede haber sido el mismo que destruyó gran parte de Damasco, Siria, el 24 de noviembre de 847. El terremoto de Damasco inició alrededor del amanecer y duró por lo menos hasta el mediodía; parte de la Mezquita de los Omeyas fue destruida y su minarete se derrumbó. Se derrumbaron puentes y casas e igualmente se desplazaron enormes piedras. Otras ciudades cercanas a Damasco fueron destruidas, incluida Daraya.
Hubo destrucción en las ciudades de Homs (Siria), en el Líbano y también en la región de Jazira (Alta Mesopotamia). También hubo un gran terremoto en Mosul, en el que murieron hasta 50.000 personas.